# Grete Passer
Grete Passer, také Grete Passerová nebo Grete Passer-Schmied, rozená Markéta Schmiedová (1. dubna 1899 Praha – 2003 New York) byla malířka pražského česko-židovského původu, především krajinářka.

## Život
Narodila se v Praze jako Markéta Schmiedová, třetí ze sedmi dětí v prvním manželství císařského rady a majitele sladovny ve Vysočanech Leopolda Schmieda (*29.11.1862 Přerov) a jeho první manželky Rosy, rozené Lamplové (1862–1900).
Výtvarné školení absolvovala v Praze a ve Vídni.
22. prosince 1920 se v židovské radnici v Praze provdala za pražského úředníka dr. Rolfa Passera (*1897 Toužim– )
Grete Passerová přežila holocaust a zůstala v exilu. Po půlstoletí zapomenutí ji připomněly některé uměleckohistorické publikace v přehledu jmen a do kontextu česko-německo-židovského prostředí meziválečného umění v Československu ji v roce 1994 uvedla Hana Rousová. Další informace o jejím životě a činnosti přinesly publikace z let 2013 a 2020.

## Účast na výstavách
- V roce 1928 byla v Krasoumné jednotě ustavena generační skupina výtvarníků Junge Kunst, jejíž zakládající členkou se stala pod jménem Grete Passerová.[5]

- V roce 1929 vystavovala v Praze se sdružením Prager Secession
- V roce 1930 vystavovala na mezinárodní výstavě, kterou pořádal v Karlových Varech Metznerbund.

## Galerie

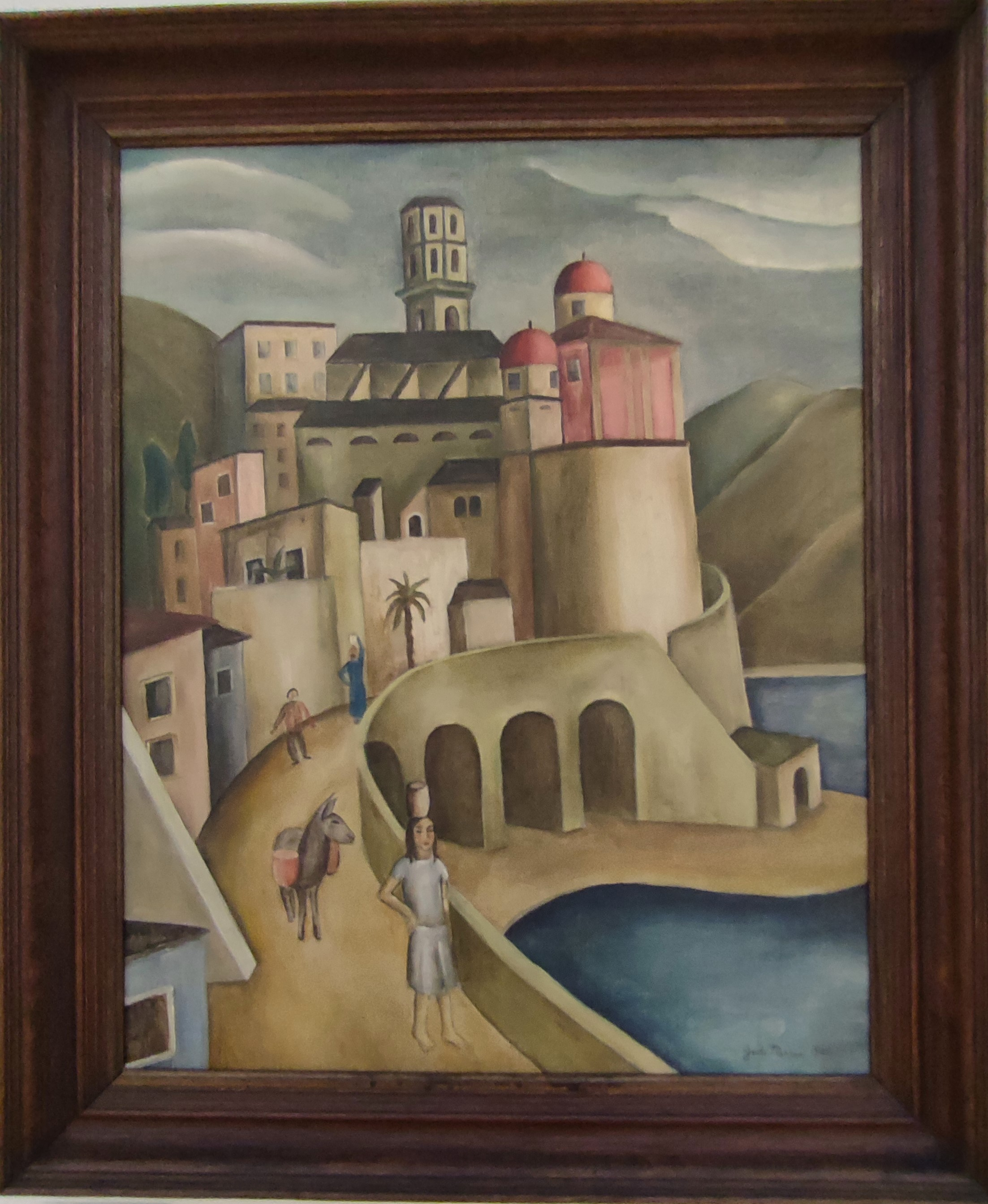
Greta Passer, Atrani, pobřeží u Amalfi